# Elbe (rivier)

Zijrivieren van de Elbe

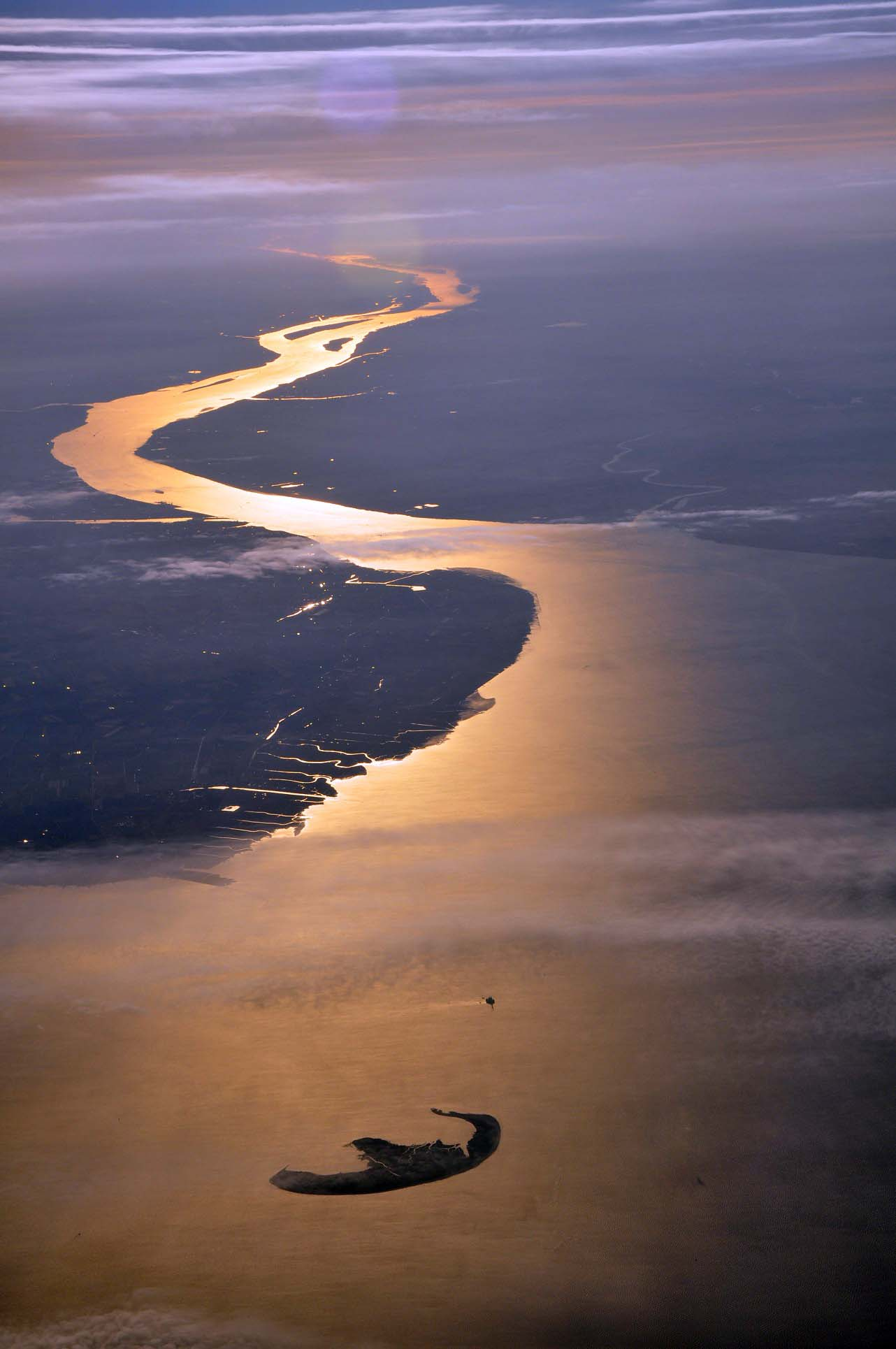
De monding van de Elbe met het eiland Trischen in de Noordzee.

De Elbe (verouderd: Elve, Nedersaksisch: Elv, Tsjechisch: Labe) is met een lengte van 1164 kilometer en een stroomgebied van 144.000 km² een van de belangrijkste rivieren van Midden-Europa. De Elbe ontspringt in het Reuzengebergte en mondt uit in de Noordzee. Haar grootste zijrivieren zijn de Moldau en de Saale. In het Nederlands stond de rivier vroeger als Elve bekend.

## Loop van de rivier
De Elbe ontspringt in het Reuzengebergte in Tsjechië. Via Pardubice en Ústí nad Labem loopt de rivier naar het westen en komt ten zuidoosten van Dresden Duitsland (deelstaat Saksen) binnen. Het bergachtige gebied tot Dresden heet de Sächsische Schweiz. Vanaf Riesa bereikt de Elbe het laagland en begint de middenloop van de rivier.
Via Dessau en Maagdenburg verloopt de middenloop van de Elbe verder in noordwestelijke richting. Bij het stadje Lauenburg begint het Elbe-Lübeckkanaal, dat de rivier sinds 1900 met de Oostzee verbindt. Iets verder stroomafwaarts bevindt zich bij Geesthacht een stuw: vanaf hier is er getijwerking en begint de benedenloop van de rivier.
Aan de benedenloop domineert de stad Hamburg, de grootste stad aan de Elbe. De Elbe splitst zich hier in twee takken: de Norderelbe en de Süderelbe, die zich later weer verenigen. Het gedeelte van de benedenloop vanaf Geesthacht tot de Noordzee staat bekend als Niederelbe.
De Elbe mondt bij Cuxhaven via een estuarium uit in de Noordzee. Het estuarium bereikt bij Cuxhaven zijn grootste breedte: 15 km. De voortzetting van de Elbe in de Waddenzee heet de Buitenelbe (Außenelbe).
In 1962 werd in het bijzonder Hamburg zwaar getroffen door een stormvloed.
In augustus 2002 hadden grote delen van het stroomgebied van de Elbe ten gevolge van overvloedige regenval te maken met ernstige overstromingen. Zie: Hoogwater in Centraal-Europa 2002.

## Zijrivieren
- Chrudimka (links)
- Moldau (Vltava) (links)
- Eger (Ohře) (links)
- Bílina (links)
- Kirnitzsch  (rechts)
- Schwarze Elster (rechts)
- Mulde (links)
- Saale (links)
- Ohre (links)
- Tanger
- Havel (rechts)
- Stepenitz
- Löcknitz (rechts)
- Elde (rechts)
- Sude (rechts)
- Alster (rechts)
- Stör (rechts)
- Oste (links)

## Steden aan de Elbe
- Špindlerův Mlýn
- Vrchlabí
- Dvůr Králové nad Labem
- Jaroměř
- Hradec Králové
- Pardubice
- Kolín
- Poděbrady
- Nymburk
- Lysá nad Labem
- Čelákovice
- Brandýs nad Labem-Stará Boleslav
- Neratovice
- Melník
- Roudnice nad Labem
- Litoměřice
- Lovosice
- Ústí nad Labem
- Děčín
- Bad Schandau
- Königstein
- Pirna
- Heidenau
- Dresden
- Radebeul
- Meißen
- Riesa
- Strehla
- Torgau
- Lutherstadt Wittenberg
- Dessau
- Maagdenburg
- Tangermünde
- Wittenberge
- Dömitz
- Hitzacker
- Boizenburg/Elbe
- Lauenburg
- Geesthacht
- Hamburg
- Wedel
- Glückstadt
- Brunsbüttel
- Otterndorf
- Cuxhaven

## Scheepvaart
De Elbe is bevaarbaar voor commerciële scheepvaart sinds 1842 en levert handelsbetrekkingen op met ver in het binnenland gelegen steden als Praag. De rivier is verbonden door kanalen (Elbe-Seitenkanal, Mittellandkanal) met de industriële gebieden van Duitsland, waaronder Berlijn. Het Elbe-Lübeckkanal verbindt de Elbe met de Oostzee, wat ook het Noord-Oostzeekanaal doet, waarvan de westelijke toegang nabij de monding van de Elbe ligt. De Elbe-Weser-vaarweg verbindt de Elbe met de Weser.
Nadat Duitsland in 1949 werd gescheiden, was het vervoer over de rivier gehinderd doordat de binnenvaart naar Hamburg door Oost-Duitsland moest. Het Elbe-Seitenkanal werd gebouwd tussen het Mittellandkanal en de Lagere Elbe om deze verbinding te herstellen. Toen de beide Duitslanden weer verenigd werden, begon men aan het verbeteren en herstellen van de originele verbinding: de kanaalbrug Maagdenburg maakt het nu mogelijk voor grote schepen om de Elbe over te steken zonder door de rivier te hoeven. De vaak lage waterstand van de Elbe hindert de navigatie naar Berlijn niet langer.
De scheepvaart vanaf de Noordzee naar de Elbe of omgekeerd vaart via de geul van het Elbe-estuarium die op zijn beurt weer aangesloten is op de verkeersscheidingsstelsels op de Noordzee. Schepen met grote diepgang zijn verplicht gebruik te maken van het verkeersscheidingsstelsel Elbe Approach voor de toegang tot de Elbe-geul verder stroomopwaarts.

## Voormalig werelderfgoed
Het Elbedal bij Dresden stond sinds 2004 op de werelderfgoedlijst van UNESCO. Het gebied van 1930 ha, dat ook bekend is als Elbwiesen, is gelegen over een lengte van 18 km tussen slot Übigau en de velden van Ostragehege in het noordwesten en het Elbe-eiland in het zuidoosten. De werelderfgoedinschrijving omvat het centrum van Dresden aan de Elbe met haar parken en monumentale gebouwen waaronder het slot Pillnitz.
UNESCO verwijderde het Elbedal van de Werelderfgoedlijst op 25 juni 2009 vanwege de bouw van de 636 meter lange Waldschlösschenbrug.

## Hongerstenen
Langs de oevers van de Elbe staan op een aantal bodemstenen teksten als "Wie mij ziet zal wenen". Deze teksten worden pas zichtbaar bij grote droogte, en dat verklaart zowel de boodschap als de bijnaam van de stenen.
- Biblioteca Nacional de España: XX4783947
- Gemeinsame Normdatei: 4014170-6
- Library of Congress Control Number: sh85041529
- Nationale Bibliotheek van Tsjechië: ge134309
- Nationale Bibliotheek van Israël: 987007537913705171
- Virtual International Authority File: 159625569